# Нарізна дульнозарядна гармата

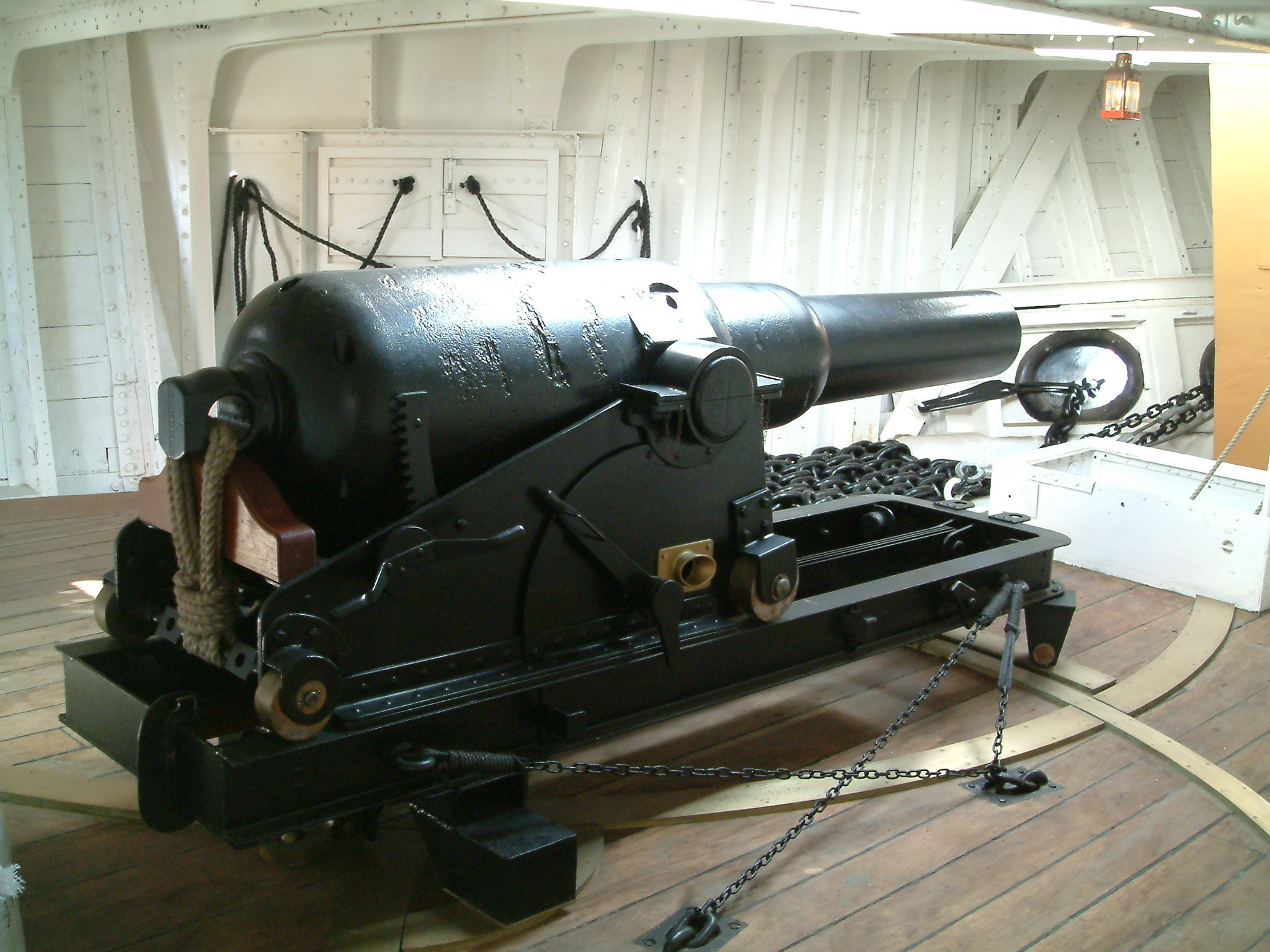
Нарізна дульнозарядна гармата з HMS Gannet (1878)

Нарізна дульнозарядна гармата — тип артилерійських установок, винайдений у середині XIX століття. На противагу гладкоствольним гарматам, які їм передували, нарізка ствола забезпечила значно більшу точність та проникну здатність снарядів, яким нарізи надавали більшу стабільність у польоті. Типові гармати важили 18 тонн за калібру 10" (254 мм) та встановлювалися у фортах та на кораблях.
Ці, та казнозарядні нарізні гармати призвели до великих перегонів озброєнь наприкінці XIX століття, з швидким вдосконаленням фортифікаційних споруд та броненосців.

## Досвід Королівського флоту
Найбільшими дульнозарядними нарізними гарматами, які ніс корабель, були 450-міліметрові 100-тонні гармати виробництва Armstrong Whitworth, по чотири з яких було встановлено на італійські броненосці Caio Duilio та Enrico Dandolo (спущені на воду 1872). Королівський флот того часу був обмежений лише тим озброєнням, яке виготовляв Вулвічський арсенал, тож найважчі гармати у його складі були виготовлені у цьому арсеналі 80-тонні 16 дюймові (406 мм) гармати для HMS Inflexible (1876).
Запровадження казнозарядних нарізних гармат фірми Армстронга на озброєння Королівського флоту у 1860 році було не надто успішним. Під час обстрілу Кагосіми 14 серпня 1863 року відбулося 28 інцидентів на 365 випущених снарядів. Через цей досвід Королівський флот повернувся до дульнозарядних гармат аж до початку 1880-тих. Інші флоти, насамперед французький, продовжували у цей період розвивати казнозарядні гармати, втім вони не мали переваги над британськими гарматами у скорострільності чи енергії у каналі ствола.
Впродовж цього періоду для виштовхування снаряду використовувався чорний порох, який швидко згорав. Через це гармати мали короткі стволи та форму «пляшки содової води», через що їх легко було заряджати з обох боків. Казнозарядні гармати були помітно менш надійні у зоні затвора та частіше не спрацьовували.
Катастрофічний інцидент на борту HMS Thunderer у січні 1879 р., коли 35 тонна 12-дюймова (305 мм) дульнозарядна гармата здійснила затяжний постріл, чого не помітили і зарядили її знову, спонукав Адміралтейство знову розглянути ефективність казнозарядних гармат.
Вдосконалення механізмів затворів у період з 1860 до 1880 рр., разом з запровадженням крупнозернистого пороху, спонукало флот знову впровадити казнозарядні гармати, оскільки новий порох потребував довших стволів, які вже не можна було сховати до башт для перезаряджання. Нова 12-дюймова гармата була сконструйована для HMS Edinburgh у 1879, проте вибухнула під час випробувань. Втім після змін конструкції нова зброя довела свою надійність.